# Santa-Cruz-Massaker

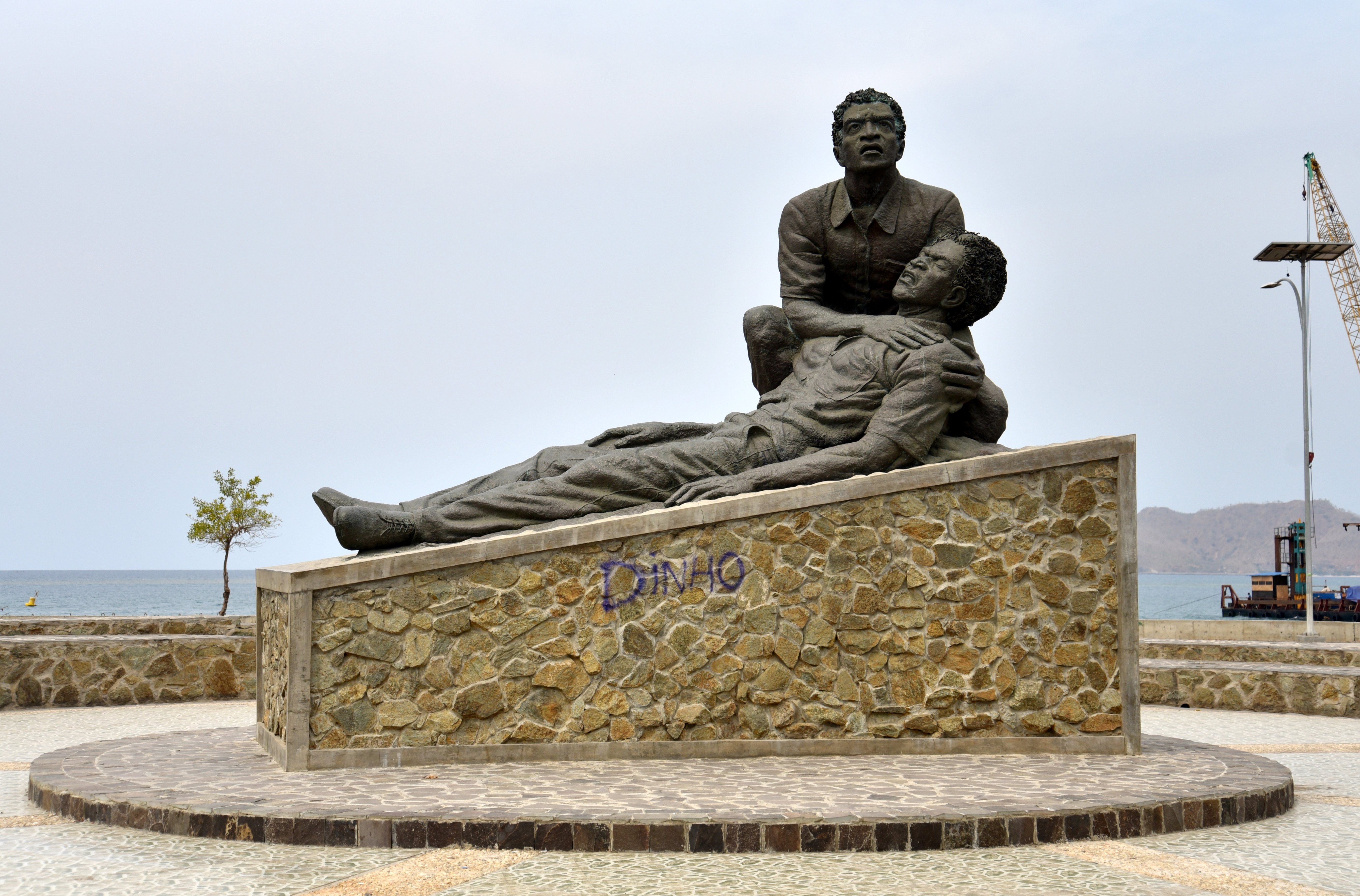
Seit 2011 erinnert in Dili ein Denkmal an das Massaker

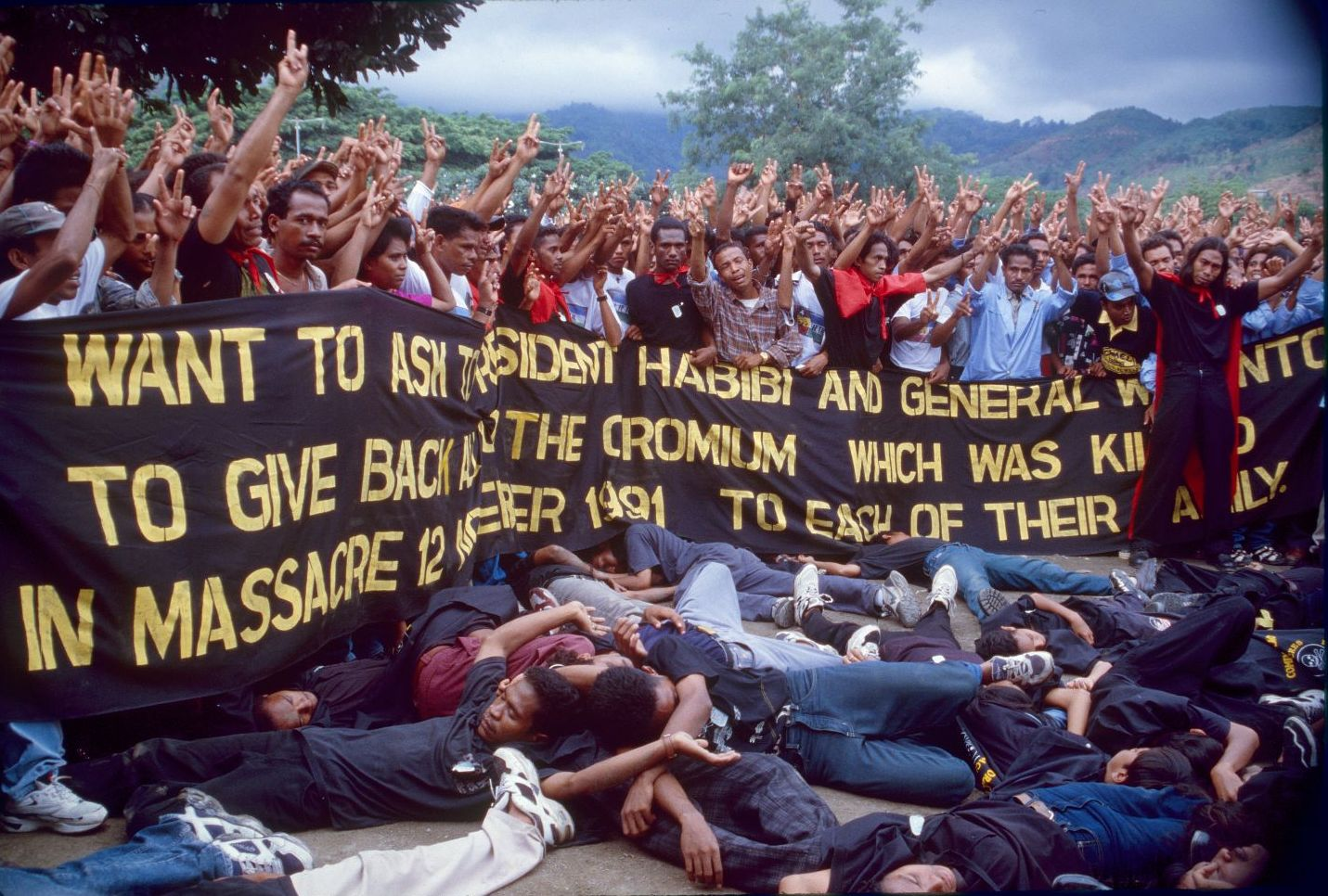
Nachstellung der Ereignisse (1998); Foto von Mark Rhomberg/ETAN

In Dili, der Hauptstadt des damals von Indonesien besetzten Osttimor, kam es am 12. November 1991 zum Santa-Cruz-Massaker (auch Dili-Massaker) auf dem Friedhof Santa Cruz im Suco Bemori. Bei dem Angriff auf Demonstranten und den direkt darauf folgenden Gewalttaten durch das indonesische Militär starben mindestens 271 Menschen, 382 wurden verletzt. 270 Menschen „verschwanden“ spurlos.
Das Santa-Cruz-Massaker war ein entscheidender Wendepunkt in der Geschichte Osttimors und brachte mehr internationale Aufmerksamkeit für den 16 Jahre währenden Konflikt. Es war die erste größere Demonstration gegen die indonesische Besetzung des Gebietes.

## Vorgeschichte

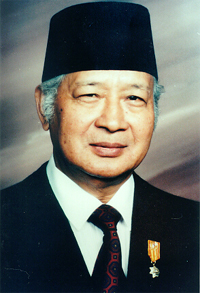
Der damalige indonesische Präsident Suharto

Nachdem indonesische Truppen im Spätherbst 1975 in die ehemalige portugiesische Kolonie, nach vorhergehender innerer Unruhe, die etliche Menschenleben gekostet hatte, und mit politischem Einverständnis der USA und Australiens einmarschiert waren, war der östliche Teil der Insel Timor weitgehend von der restlichen Welt isoliert. Rebellen der FRETILIN versuchten von den Bergen aus, den Besatzern Widerstand zu leisten, konnten aber den mit US-amerikanischen Waffen ausgerüsteten Truppen nicht viel entgegensetzen. Die Zivilbevölkerung litt unter der Gewalt, es kam zu Hungersnöten, bei denen zehntausende Menschen starben.
Die UN hatte die Mitte 1976 folgende Annexion des Gebietes nicht anerkannt und die frühere Kolonialmacht Portugal versuchte mit wenig Erfolg, diplomatischen Druck auf Indonesien auszuüben. Ab 1983 war das Thema Osttimor weitgehend von der politischen Agenda verschwunden und viele Diplomaten waren der Ansicht, dass es nur eine Frage der Zeit sei, bis die Einverleibung Osttimors international Anerkennung finden würde.
Das indonesische Militär ging mit unverminderter Härte gegen Aufständische vor und verübte im Laufe der Zeit zahlreiche Gräueltaten an der Zivilbevölkerung. Auf eine Verhaftungswelle durch Sicherheitskräfte kurz vor dem Besuch des indonesischen Präsidenten Suharto im Jahr 1988 in Osttimor antwortete Bischof Carlos Filipe Ximenes Belo mit einer Erklärung, die am 5. Dezember in den Kirchen verlesen wurde.

“We disagree with this barbaric system and condemn the lying propaganda according to which human rights abuses do not exist in Timor-Leste.”

„Wir sind mit diesem barbarischen System nicht einverstanden und verurteilen die verlogene Propaganda, nach der Menschenrechtsverletzungen in Osttimor nicht existieren.“

Diese Erklärung wurde von der internationalen Presse aufgegriffen und am 22. Januar 1989 von der US-amerikanischen Zeitung The New York Times
zitiert. In einem weiteren bedeutsamen Brief vom 6. Februar direkt an den UN-Generalsekretär Javier Pérez de Cuéllar verlangte er, einen ehrlichen und demokratischen Prozess der Entkolonialisierung von Osttimor im Rahmen eines Referendums durchzuführen.

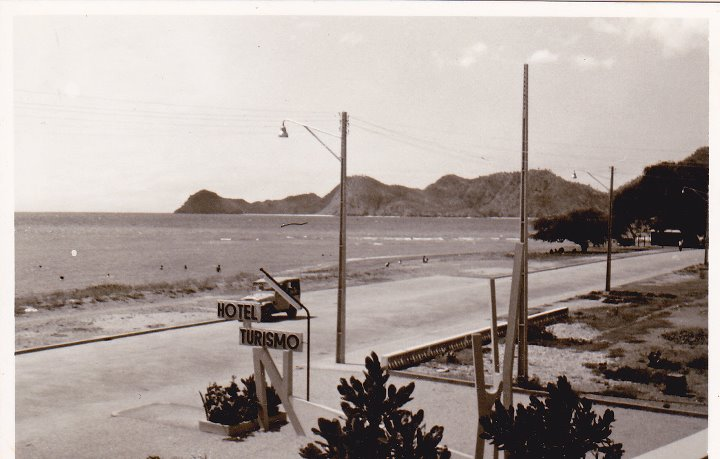
Hotel Turismo

Der Besuch des Papstes Johannes Paul II. am 12. Oktober 1989 in Osttimor war für die mehrheitlich katholische Bevölkerung ein historischer Moment. Es war der erste Besuch eines Staatsoberhauptes seit der Besetzung des Landes. Trotz zuvor durchgeführter Verhaftungen von Aktivisten kam es nach dem Gottesdienst in Dili vor 100.000 Menschen zu einer ersten öffentlichen Aktion, bei der eine Gruppe junger Leute Banner entfaltete, laut nach Unabhängigkeit verlangte und gegen Menschenrechtsverletzungen protestierte.
Auf diesen für Indonesien sehr peinlichen Moment reagierten die Sicherheitskräfte mit zahlreichen Festnahmen, Verhören und Folter, um den aufkeimenden Widerstand zu unterdrücken. John Monjo, der US-amerikanische Botschafter in Indonesien, reiste im Januar 1990 nach Dili und sollte die behaupteten Vorwürfe von Folter und Verhaftungen untersuchen. Vor dem Hotel Turismo, in dem sich der Botschafter aufhielt, kam es zu erneuten Protesten gegen die indonesische Besatzung.
Mit der Entscheidung Suhartos im Dezember 1988, Osttimor den anderen 26 Provinzen gleichzustellen, hatten nicht nur Journalisten, Vertreter von nichtstaatlichen Organisationen und Touristen zum ersten Mal die Möglichkeit, ab Januar 1989 in acht der 13 Distrikte einzureisen, sondern auch Immigranten aus anderen Teilen Indonesiens. Die Öffnung des Landes für Ausländer ermöglichte es der Bevölkerung, ihr Anliegen nach Selbstbestimmung zu verbreiten.

### Internationales Ringen um eine Lösung

Lage von Osttimor

Am 14. September 1989 schlug der damalige UN-Generalsekretär Javier Pérez de Cuéllar einen Besuch einer Delegation des portugiesischen Parlamentes in Osttimor vor, um eine für alle Beteiligten akzeptable Lösung zu finden. In seinem Bericht zur 45. Sitzung der UN-Generalversammlung im September 1990 berichtete de Cuéllar von ernsthaften und konstruktiven Verhandlungen zwischen den Parteien unter seiner Obhut. Basierend auf diesem Bericht wurde die Osttimorfrage nicht mit in die jährliche Agenda aufgenommen, was in diplomatischen Kreisen als verringertes Interesse der Weltgemeinschaft für den Konflikt interpretiert wurde.
In New York verglich der portugiesische Premierminister Aníbal Cavaco Silva am 26. September 1990 die Situation Osttimors mit der Besetzung Kuwaits durch den Irak. Der indonesische UN-Botschafter Nana Sutresna wies diesen Vorwurf zurück und bezeichnete diesen Vergleich als irreführend. Sein Land unterstütze Osttimor im Prozess der Entkolonisierung, helfe bei der Realisierung demokratischer Ideale und schütze die Mehrheit der Bevölkerung vor Störungen bzw. dem bewaffneten Terror der von Portugal unterstützten und gelenkten FRETILIN-Minderheit. Zwei Tage zuvor gab Silva bekannt, es bestehe Einigkeit über eine „Erkundungsmission“, die bis Ende des Jahres durchgeführt werden soll.
Gegenüber der Presse bestätigte der indonesische Außenminister Ali Alatas am 5. Oktober den geplanten Besuch der portugiesischen Parlamentarier. Er sagte jedoch, der Besuch diene ausschließlich zur Beobachtung der aktuellen Situation und habe nicht den Zweck, Untersuchungen anzustellen. Währenddessen wurde die Reise auf das folgende Jahr verschoben, weil die indonesische Regierung ähnliche Proteste wie während des Papstbesuches erwartete. Weiterhin verlangte Indonesien, dass die Delegation zuerst nach Jakarta kommen und später nach Osttimor weiterreisen sollte, was die portugiesische Seite nach wie vor ablehnte.

“Now they can observe whatever aspects they want to know and we want the U.N. mission to accompany them in order to guarantee objectivity.”

„Jetzt können sie alle Aspekte beobachten, die von Interesse sind. Wir möchten jedoch, dass eine UN-Mission sie begleitet, um Objektivität zu gewährleisten.“

Die Nachrichtenagentur AFP veröffentlichte am 7. Oktober einen Bericht, in dem westliche Diplomaten von einer geplanten UN-Mission sprachen, welche die Situation in dem annektierten Gebiet überwachen sollte, was jedoch von Alatas nur wenige Tage später zurückgewiesen wurde.
Am 3. November äußerte sich Mário Viegas Carrascalão, seit 1983 Gouverneur von Osttimor, in einem Interview gegenüber der Nachrichtenagentur Reuters besorgt über den geplanten Besuch der Portugiesen. Er befürchtete neuerliche Ausschreitungen, wenn der Besuch stattfinde, räumte aber gleichzeitig ein, dass das Problem eher wirtschaftlicher als politischer Natur sei, entstanden durch das Fehlen von Arbeitsplätzen und die Vorherrschaft von Nichttimoresen in der Geschäftswelt.

“People are going to look at the moment (of the visit) as their last opportunity to show their feelings. Other people are going to counter them, the armed forces have to (crack) down and we are going to have a new civil war here in East Timor.”

„Die Menschen werden die Situation als ihre letzte Möglichkeit sehen, ihre Gefühle zu zeigen. Andere werden sich ihnen entgegenstellen, die Sicherheitskräfte müssen durchgreifen und wir werden hier in Osttimor einen neuen Bürgerkrieg haben.“

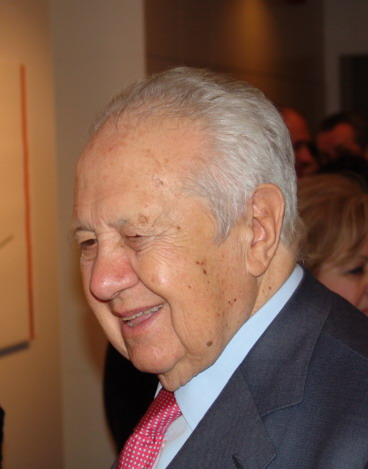
Mário Soares, ehemaliger Präsident von Portugal

Portugals Präsident Mário Soares sicherte Mitte November am Rande der Ernennung des japanischen Herrschers Akihito zum Tennō in Tokio zu, dass er Unabhängigkeit für das momentan besetzte Gebiet anstrebe. Vermehrte politische Aufmerksamkeit erhielt Osttimor auch in den Vereinigten Staaten. In einem Brief an den amerikanischen Außenminister James Baker vom 19. November, den 223 demokratische und republikanische Mitglieder des Repräsentantenhauses unterzeichneten, riefen die Abgeordneten Baker auf, den amerikanischen Einfluss zu nutzen, um politischen Druck auf Indonesien auszuüben und die humanitäre Lage des von menschlichem Leid gezeichneten Osttimor zu verbessern.
Am 7. Dezember, zum 15. Jahrestag des Einmarsches der indonesischen Truppen, demonstrierten in Lissabon bis zu 300 hauptsächlich junge Osttimoresen vor dem portugiesischen Parlamentsgebäude und übergaben den Abgeordneten ein Papier mit politischen Forderungen, in welchem sie die Unabhängigkeitsbestrebungen Osttimors unterstrichen. Dies war die erste gemeinsam organisierte Veranstaltung von UDT und FRETILIN.
Indonesiens Außenminister Ali Alatas äußerte sich Ende Dezember zu neuerlichen Befürchtungen des Gouverneurs in Osttimor, der anstehende Besuch würde Unruhe in die Provinz bringen, und meinte, die Menschen würden den Besuch nicht willkommen heißen.

“I understand Carrascalao’s views and reasons…. But (Portuguese MPs) say tourists can go in, journalists can go in. Why can’t we? It’s hard for me to say no. […] They believe decolonisation is over and the Portuguese really don’t have any business there any more.”

„Ich verstehe Gouverneur Carrascalãos Ansichten und Gründe […] aber die Portugiesen sind der Meinung, Touristen können in das Gebiet reisen, Journalisten können in das Gebiet kommen, warum wir nicht? Es ist nicht einfach für mich dazu nein zu sagen. […] Die Menschen glauben, die Entkolonisierung ist zu Ende und die Portugiesen haben dort nichts mehr zu suchen.“

Drei Wochen später erklärte er, der Besuch werde im Jahr 1991 wahrscheinlich nicht stattfinden und verschoben. Portugal habe den Vorschlag, die Delegation durch UN-Beobachter begleiten zu lassen, bisher nicht beantwortet, obwohl die UN-Botschafter beider Länder bereits Einzelheiten ausgehandelt hätten.
In einer gemeinsamen Erklärung der zwölf EU-Staaten anlässlich der 47. Sitzung der UN-Menschenrechtskommission am 12. Februar 1991 zeigten sich die Europäer über die Lage der Menschenrechte in Osttimor besorgt. Der Zugang zu bestimmten Distrikten sei nicht gestattet, es gebe Berichte über Verhaftungen, Folter und Exekutionen. Das Recht, sich friedlich zu versammeln, und freie Meinungsäußerung würden vom indonesischen Militär kontinuierlich missachtet. Weiterhin begrüßten sie den Wunsch des Sonderberichterstatters über Folter des UNHCR Pieter H. Kooijmans, das Gebiet zu besuchen. Die indonesische Delegation wies die Vorwürfe als unbegründete Behauptungen zurück. Die Einladung Kooijmans, der im Spätherbst nach Aceh und Osttimor reisen möchte, sei ein klarer Beweis für das Entgegenkommen der indonesischen Regierung.
UN-Generalsekretär de Cuéllar erklärte im März gegenüber einer Gruppe internationaler Parlamentarier, die Menschen in Osttimor hätten das gleiche Recht auf Selbstbestimmung wie in anderen Teilen der Welt. Eine Kommission des Europäischen Parlamentes war überzeugt von der Notwendigkeit eines Waffenembargos gegenüber Indonesien und billigte einen entsprechenden Entwurf. Den portugiesischen Forderungen nach einem Treffen der Delegation mit Rebellenführer Xanana Gusmão oder einem Referendum erteilte Gouverneur Carrascalão am 11. Juni eine Absage.
Am 8. August des Jahres wurde in New York eine Petition an das UN-Komitee für Entkolonisierungsfragen übergeben, in der die japanische Regierung klarmachte, dass sie die Annexion Osttimors nicht anerkenne und über die Situation der Menschenrechte in dem Gebiet besorgt sei. Weiterhin enthielt die Petition eine Nachricht von Xanana Gusmão. Er forderte die indonesische Regierung zu Friedensverhandlungen auf und äußerte sich optimistisch über den anstehenden Besuch der portugiesischen Parlamentsdelegation. Wenige Tage später begann eine neue Verhandlungsrunde zwischen den beteiligten Parteien über die Konditionen des Besuches unter Obhut der UN.
In Genf hatte die Arbeitsgruppe zur Verhinderung von Diskriminierung und Schutz für Minderheiten der UNHCR einen Resolutionsentwurf zum Thema Menschenrechte in Osttimor ausgearbeitet. Obwohl mehrere Experten den Entwurf unterstützten, wurde er auf Grund der Erlaubnis seitens der indonesischen Regierung für den Besuch des Sonderberichterstatters über Folterangelegenheiten Pieter H. Kooijmans nicht in die Tat umgesetzt. Wenn die Reise des Niederländers Kooijmans wie geplant im November stattfinden könne und dessen Report zur nächsten Sitzung der UN-Menschenrechtskommission im Februar auf dem Tisch liege, könnte die Kommission eine Entscheidung in der Osttimorfrage fällen.
Am 24. August wurde bekannt, dass bis auf einige Einzelheiten die Bedingungen für den Besuch der portugiesischen Parlamentarier ausgehandelt waren. Demnach sollte eine erste Gruppe nach Osttimor reisen und den Besuch vorbereiten. Weiterhin sollten UN-Beobachter die Delegation der Portugiesen begleiten.
In einem UN-Papier vom 13. September 1991 wurden die Bedingungen der Reise zwischen Indonesien und Portugal veröffentlicht.
1. Der Zweck des Besuches der portugiesischen Parlamentsdelegation ist die Gewinnung von Informationen aus erster Hand und keine Untersuchung.
2. Die Delegation wird sich aus 13 portugiesischen Parlamentariern, 13 portugiesischen Offiziellen und zehn portugiesischen Journalisten zusammensetzen. Eine Liste der Namen der Delegation und deren Begleitpersonen wird von Portugal mindestens drei Wochen vor dem Beginn der Reise an Indonesien übergeben.
3. Indonesien darf zehn indonesische Journalisten bestimmen, welche die Delegation begleiten werden.
4. Die Delegation wird von zwölf internationalen Journalisten begleitet, wovon jeweils sechs von jeder Seite bestimmt werden. Jede Partei wird mindestens drei Wochen vor dem Besuch eine Liste der Namen der Journalisten an die andere Seite übergeben.
5. Die portugiesische Parlamentsdelegation wird von Vertretern des UN-Generalsekretärs begleitet.
6. Die Delegation wird auf ihrem Weg nach Dili einen Zwischenstopp in Jakarta einlegen und der Vorsitzende wird zusammen mit dem Vertreter des Generalsekretärs einen Höflichkeitsbesuch bei dem Sprecher des indonesischen Parlamentes (Indonesian House of Representatives) einlegen.
7. Die portugiesische Parlamentsdelegation soll ungehinderten Zugang zu allen Teilen des Territoriums haben, im Kontext zu dem vereinbarten Zweck des Besuches.
8. Die Delegation soll ungehindert jede Person treffen, die sie treffen möchte und umgekehrt, ohne dass dies negative Konsequenzen für die jeweilige Person hat. Die indonesischen Behörden dürfen keine Maßnahmen ergreifen, die potentiellen oder tatsächlichen Kontaktpersonen schaden können. Die Personen, welche mit der Delegation zusammentreffen, sollen keine negativen Konsequenzen als Ergebnis dieser Kontakte zu befürchten haben.
9. Die Delegation wird eigene Übersetzer zur Verfügung einsetzen. Die Gespräche sollen vertraulich stattfinden. Indonesien wird mit der Delegation und ihren Begleitern kooperieren.
10. Der Besuch wird zur Trockenzeit stattfinden und zwischen zehn und zwölf Tage andauern.
11. Eine Vorausmission wird unter Führung eines Beauftragten des UN-Generalsekretärs und mit je zwei Vertretern von jeder Seite nach Osttimor reisen und den Besuch vorbereiten.

Die indonesische Absicht, nach dem Besuch der Delegation eine völkerrechtliche Anerkennung des Gebietes und damit das Einverständnis, dass Osttimor ein Teil Indonesiens ist, zu erlangen, verursachte Mitte September neue Ungereimtheiten zwischen beiden Seiten. António Sousa Lara, der Vorsitzende der Osttimorkommission des portugiesischen Parlamentes, beschuldigte Indonesiens Außenminister Ali Alatas, durch immer neue Bedingungen die Reise zu torpedieren.

“Indonesia is trying to gain time and every time the two parties are close to a solution, they raise another difficulty which brings into question all the preceding negotiations. If Jakarta continued to insist on the recognition of the annexation as a prior condition, we will certainly not take part in the trip.”

„Indonesien versucht Zeit zu gewinnen. Jedes Mal, wenn sich die zwei Parteien einer Lösung annähern, kommt es zu neuen Schwierigkeiten, die alle bisherigen Verhandlungsergebnisse gefährden. Wenn Jakarta weiterhin auf einer Anerkennung der Annexion als Vorbedingung besteht, werden wir mit Sicherheit nicht nach Osttimor reisen.“

Unter Führung von Sharbuland Khan, bestehend aus jeweils zwei portugiesischen und indonesischen UN-Diplomaten und hochrangigen UN-Offiziellen, landete das achtköpfige Vorausteam eine Woche verspätet am 29. September in der osttimoresischen Hauptstadt Dili und besuchte die Städte Baucau und Lospalos. Der Termin für den Besuch der Delegation wurde auf Anfang November festgelegt. Die Parlamentarier sollten ohne Visa einreisen, um indirekte Anerkennung der Integration zu vermeiden.
In einem Fernsehinterview mit dem portugiesischen Sender RTP bestand Ali Alatas darauf, dass der Entkolonisierungsprozess unumkehrbar sei, und wies die Anschuldigung der britischen Organisation Amnesty International als fragwürdig zurück, nach der die Menschenrechte in Osttimor missachtet würden. Er hoffe, dass nach dem Besuch der Portugiesen die Zeit der „Desinformation“ endgültig zu Ende sei. Sein portugiesischer Kollege, Außenminister João de Deus Pinheiro, reagierte negativ auf diese Äußerung und gab an, dass für ihn eine politische Lösung des Problems, in Form eines Referendums, das beste wäre.
Als endgültiger Termin des Besuches wurde letztendlich der 4. November festgelegt. Die UN-Botschafter von Tansania, Kuba und Norwegen sollten als Vertreter des UN-Generalsekretärs die Delegation begleiten, wie am 7. Oktober bekannt gegeben wurde. José Ramos-Horta, der zwischen 1975 und 1977 Außenminister von Osttimor war und damaliger Vertreter bei den Vereinten Nationen, äußerte sich optimistisch, dass der internationale Druck auf Indonesien in der Zukunft zunehmen werde und der Zeitpunkt für Verhandlungen zwischen der indonesischen Regierung und der Widerstandsbewegung gekommen sei.
Gouverneur Carrascalão erklärte Mitte Oktober in einem Interview gegenüber der englischsprachigen Tageszeitung The Jakarta Post, dass die Portugiesen mit lokalen Regierungsmitgliedern sprechen sollen, um Informationen über die Provinz zu erhalten. Die Bevölkerung hätte nur wenig Kenntnisse über Entwicklungsprogramme der indonesischen Regierung. Den Mitgliedern der Delegation sei nicht erlaubt, die Gruppe zu verlassen und mit den Menschen zu sprechen.
In einem Aufruf von mehreren Solidaritätsgruppen aus Japan, Australien, Frankreich, Portugal, den Niederlanden, Kanada und dem Vereinigten Königreich an fünf Menschenrechtsorganisationen in Indonesien, Asia Watch, Amnesty International, ICJ, Pax Christi, den Weltkirchenrat und viele andere warnten diese vor Menschenrechtsverletzungen vor, während und nach dem Besuch der portugiesischen Parlamentarier. Demnach beobachteten sie seit August eine Zunahme von Repressionen in Osttimor.
- Zusätzliche Truppenkontingente, meist in Zivil, aus Indonesien seien in Osttimor stationiert worden.
- Treffen wurden vom Militär abgehalten, um die Bevölkerung einzuschüchtern, sie zu Demonstrationen für die Integration zu zwingen und indonesische Flaggen während des Besuches zu zeigen.
- Timoresische paramilitärische Einheiten wurden zur Einschüchterung und für Strafaktionen gebildet.
- Andere Gruppen sollen während des Besuches Konfrontation und Unruhe stiften.
- Es gab vermehrt Nachrichten über Verhaftungen und plötzliches Verschwinden von Personen.
- Studenten und andere timoresische Offizielle seien aus Osttimor weggeschickt worden, um die Opposition zu schwächen.

Mitte Oktober wurden die Namen der 13 Parlamentarier und der Reiseplan veröffentlicht. Unter Führung von Angelo Correia, eines Mitglieds der Sozialdemokratischen Partei Portugals (PSD), der zwischen 1969 und 1971 Militärdienst in dem Gebiet geleistet hatte und die lokale Sprache Tetum sprach, sollten zusätzlich sieben technische Helfer, sechs Übersetzer und zehn portugiesische Journalisten der Delegation angehören. Eduardo Pereira von den Sozialisten wurde als Stellvertreter ernannt. Die Gruppe sollte von Lissabon aus am 2. November nach Asien aufbrechen und in Singapur mit den UN-Offiziellen zusammentreffen. Nach einem Zwischenstopp in Jakarta, wo Angelo Correia und Moreira de Andrade von einem Repräsentanten des indonesischen Parlamentes empfangen werden sollten, war die Ankunft auf dem Militärflugplatz in Dili für den späten Abend des 4. November geplant.
Die ersten drei Tage waren für Treffen mit Kirchenvertretern, Mitgliedern des Roten Kreuzes und anderen regionalen Regierungsvertretern vorgesehen. Danach stand ein Besuch einer Schule, eines Priesterseminars, des Becora-Gefängnisses, einer Militärklinik, der Fachhochschule und eines Waisenhauses auf dem Programm. Am 11. November sollte die Delegation in den Osten des Landes aufbrechen und Manatuto, Baucau, Ossu, Viqueque, Uato-Lari, Lospalos, Tutuala, Lautém besuchen. Vor der Abreise war noch ein Besuch eines Gefängnisses und einer Sandelholz-Parfümfabrik geplant.
Ende Oktober äußerte sich Bischof Belo skeptisch über den bevorstehenden Besuch und sagte, dass es besser wäre, wenn die portugiesische Delegation nicht nach Osttimor käme. Er befürchtete Gewalt an der Bevölkerung, nachdem die Parlamentarier wieder abgereist seien. Nur Tage später kamen Informationen in die Öffentlichkeit, denen zufolge die indonesische Regierung drei der von Portugal ausgesuchten Journalisten nicht nach Osttimor einreisen lassen wollte. Rui Araújo, von „Rádio e Televisão de Portugal“, Mário Robalo von der Zeitung Expresso und die australische Journalistin Jill Jolliffe sollten von der Begleitung ausgeschlossen werden. Angelo Correia sagte, ohne die drei Journalisten würde der Besuch der Delegation nicht stattfinden und der UN-Sonderberichterstatter über Folter, der zwischen dem 11. und 15. November ebenfalls in Osttimor sei, könnte die Delegation nicht treffen, wenn Indonesien auf dieser Forderung bestehe. Am 24. Oktober sagte Außenminister Alatas in Paris, dass nur Jolliffe auf der schwarzen Liste sei und sein Land die Begleitung dieser Person ablehne. Portugal sagte daraufhin die Reise der Delegation ab.

### Situation in Osttimor
Angehörige der APODETI und bewaffnete Milizen verbreiteten Angst im Land, trotz der Anwesenheit von UN-Beobachtern und angereisten Journalisten, und bedrohten die Menschen im ganzen Land, die Schutz in den Kirchen erhofften, die einzige unabhängige Organisation in Osttimor zu jener Zeit.
Die Spezialeinheit KOPASSUS des Militärs versuchte seit Beginn der Besetzung, den militärischen Arm der FRETILIN, der timoresischen Unabhängigkeitsbewegung, zu zerschlagen und die Anti-Integrationsbewegung zu unterwandern. Prabowo Subianto, ein Schwiegersohn von General Suharto, der seit 1976 in Osttimor in der Truppe gedient und zwei Jahre zuvor die Tim Alfa-Miliz gegründet hatte, traf wenige Tage vor der Demonstration Sjafrie Syamsuddin, den Oberbefehlshaber des KOPASSUS-eigenen Geheimdienstes Satuan Tugas Intelijen, in der Kaserne des Infanteriebataillon 744. Neben den regulären Armeeeinheiten waren auch Mitglieder der Sondereinheit der Polizei Brimob im Gebiet stationiert.
Ihrerseits verbreiteten die Widerstandsbewegungen OJETIL und FITUN die Falschmeldung, das indonesische Militär wolle Kirchen und Klöster angreifen und Nonnen vergewaltigen. Jugendliche begannen daraufhin nachts in Kirchen Wache zu halten.

## Die Ereignisse im Herbst 1991

### Der Fall Sebastião Gomes

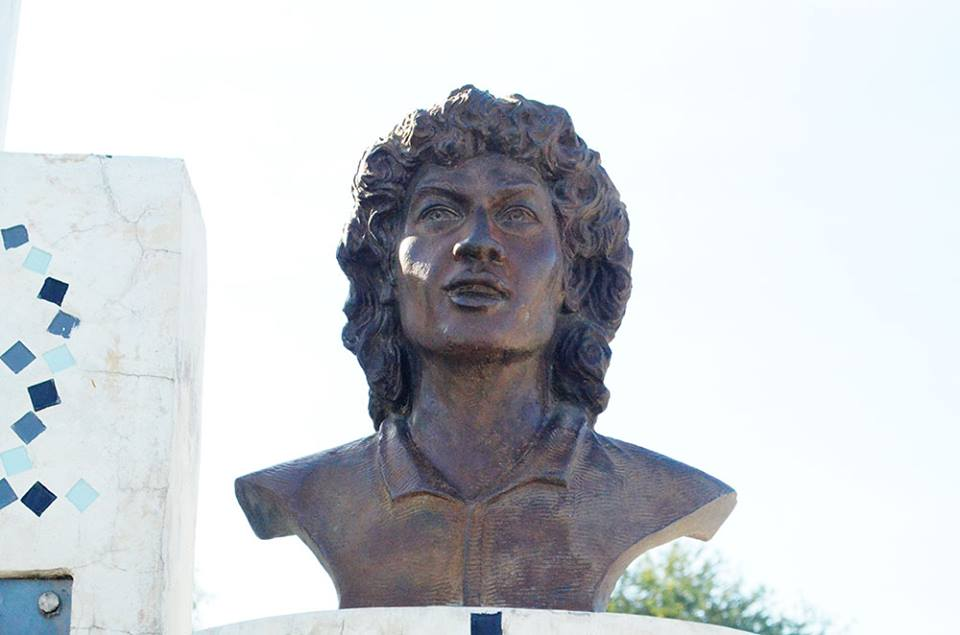
Das Grab von Sebastião Gomes

In der Nacht vom 27. zum 28. Oktober starb Sebastião Gomes bei einer Aktion indonesischer Sicherheitskräfte in der Kirche Santo António de Motael. Er wurde angeschossen und verblutete, nachdem junge Unabhängigkeitsaktivisten in der Kirche Zuflucht gesucht hatten, um der Verhaftung zu entgehen. Eine Kundgebung war für den 11. November geplant, zwei Wochen nach der Ermordung von Gomes, den Tag des Besuches von Pieter H. Kooijmans, dem damaligen Sonderberichterstatter über Folter des UNHCR und späteren Außenminister der Niederlande. Den endgültigen Termin verschoben die Anführer der Freiheitsbewegung mit Einverständnis des Rebellenführers Xanana Gusmão aber dann auf Mittwoch, den 12. November, nach dem Morgengottesdienst.
In der Nacht zum 9. November besuchten Joana Dias, Fausto Freitas da Silva (Liurai Tasi), André da Costa Belo (L4) und Elizário Ferreira, alles Mitglieder der Widerstandsorganisationen, Bischof Carlos Filipe Ximenes Belo, um ihn zu bitten, den Gedenkgottesdienst für Gomes zu leiten. Dieser fragte, wie viele zur Trauerfeier kämen. Die Aktivisten sagten Tausende, da neben OJETIL und FITUN auch Mitglieder der RENETIL und der Sagrada Familia kommen würden. Belo verwies sie aber auf den Gemeindepfarrer Alberto Ricardo da Silva und erklärte, nur wenn Ricardo nicht wolle, würde der Bischof selbst die Messe lesen. Ricardo erklärte sich trotz Vorbehalten dazu bereit: „Da es so viele von euch gibt, bin ich bereit, für euch zu sterben“.
Die für Agitprop zuständigen Mitglieder des Widerstands reisten in die Distrikte und warben unter den Jugendlichen für eine Teilnahme an dem Gedenkzug. Die Teilnehmer wurden angewiesen drei Hemden zu tragen. Oben ein neutrales Hemd, darunter ein Hemd der Lorico Asuwain, der Unabhängigkeitsaktivisten. Für den Fall, dass man fliehen müsste, sollte man ganz unten ein weiteres neutrales Hemd tragen. Die Koordination übernahm Gregório Saldanha.

### Verlauf der Demonstration und Opfer

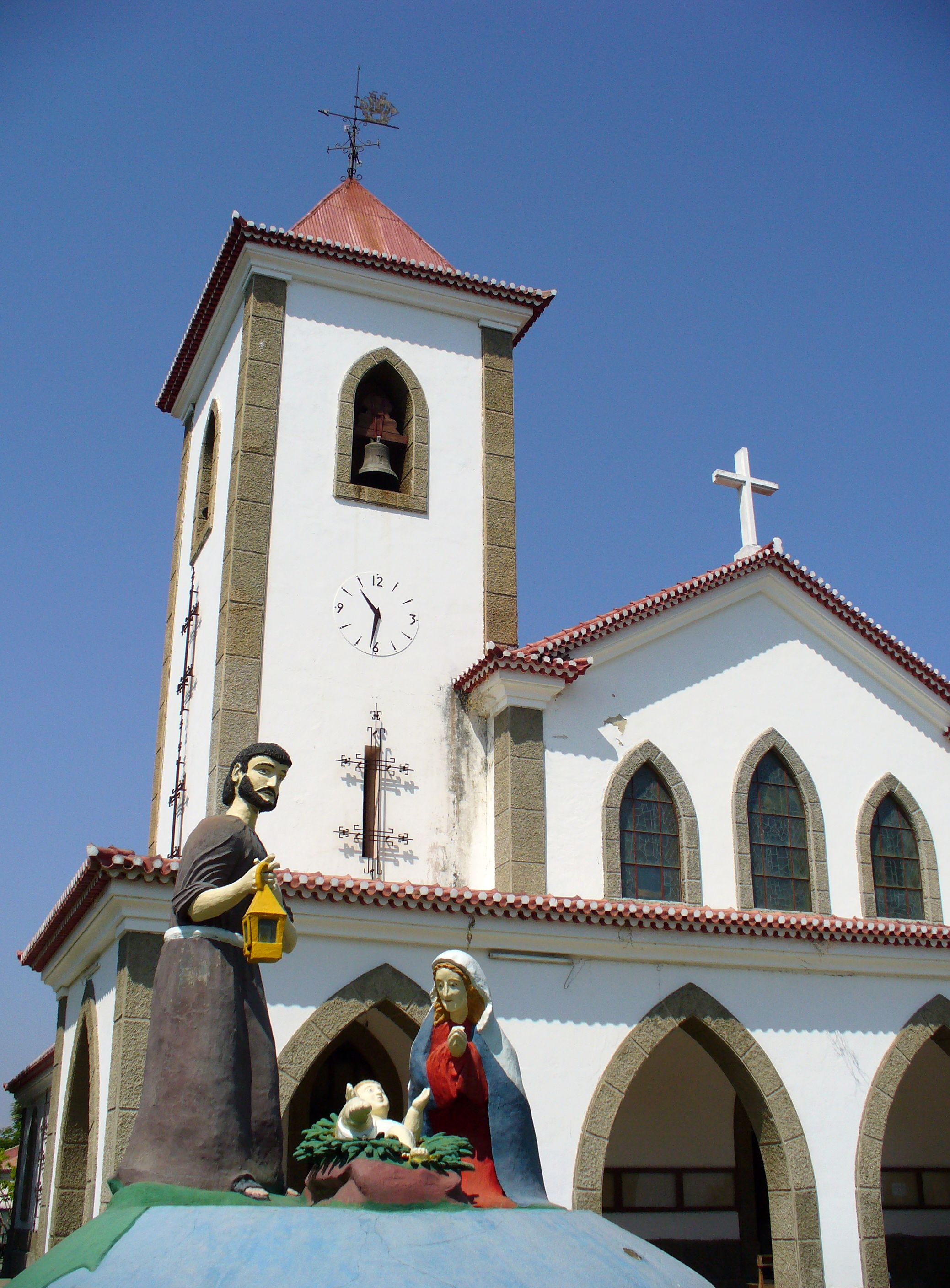
Santo António de Motael

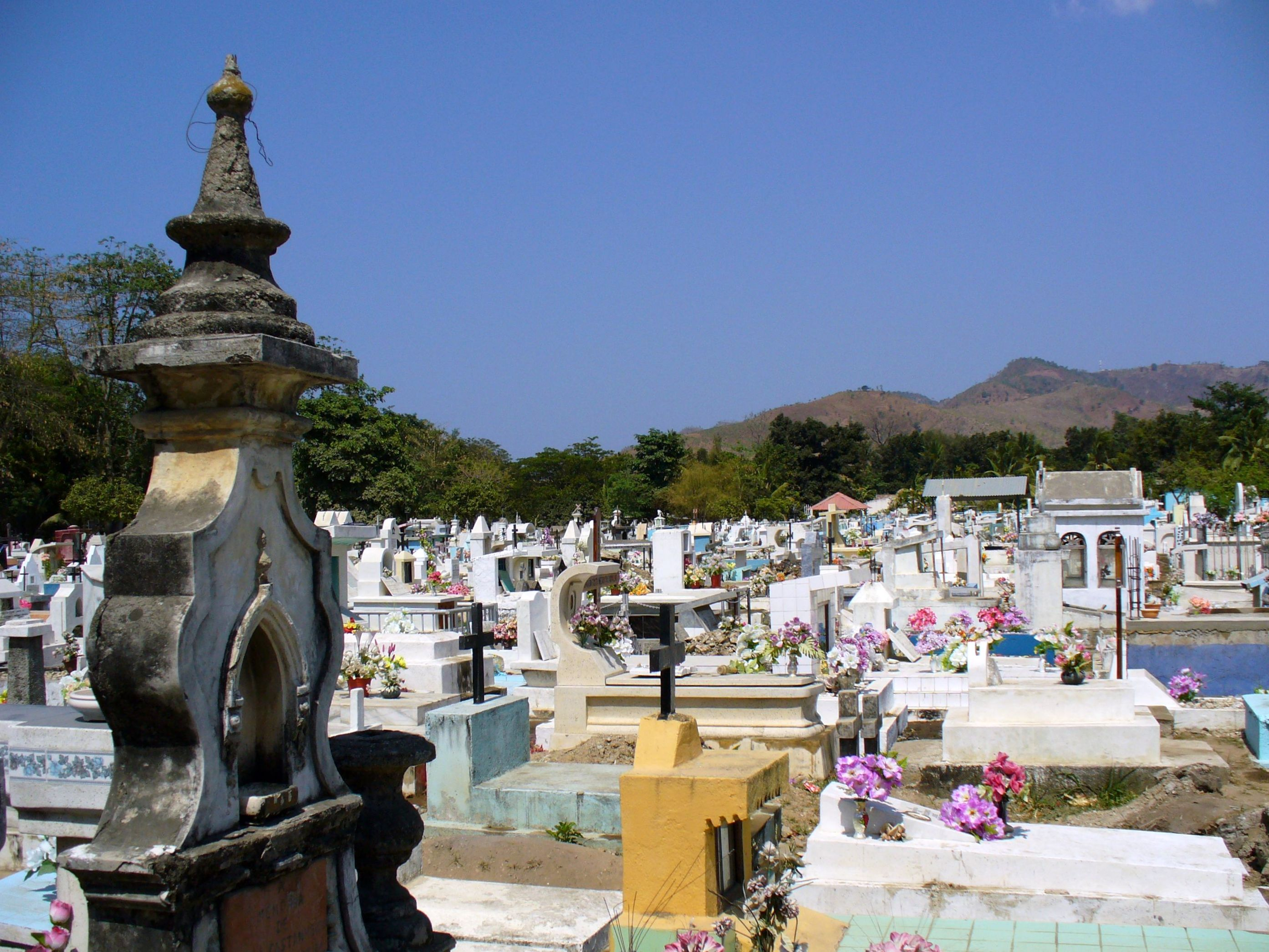
Friedhof von Santa Cruz

Am frühen Morgen des 12. November 1991 versammelte sich eine Menschenmenge zu einem Gedenkgottesdienst von Pfarrer Ricardo für den getöteten Sebastião Gomes an der katholischen Motael-Kirche in Dili. Der Trauerzug setzte sich etwa gegen 7.00 Uhr zum Friedhof von Santa Cruz in Bewegung. Unterwegs schlossen sich viele junge Männer, Frauen, Kinder in Schuluniformen und Alte in traditionellen Kleidern der Kundgebung an. Es war die bisher größte in Osttimor seit dem Beginn der Besatzung. Etwa 3.000 bis 5.000 Menschen zogen durch die Stadt, vorbei am Sitz des Gouverneurs Mário Carrascalão bis zu dem Friedhof. Einige trugen die Flagge von Osttimor und der FRETILIN, andere riefen laut den Namen des Rebellenführers Xanana Gusmão oder anti-indonesische Parolen.
Die wenigen Polizisten und Soldaten, die entlang der Route auftauchten, konnten die Menschen nicht aufhalten. Etwa einen Kilometer vor dem Friedhof kam es zur ersten Auseinandersetzung, bei der Major Gerhan Lantara und sein Adjutant Prada Domingus, beide in ziviler Kleidung, mit einem Messer verletzt wurden. Die meisten Teilnehmer zogen weiter zum Friedhof. Einer späteren Zeugenaussage zufolge folgten etwa 75 Männer des Bataillons 700 den Demonstranten. Ein anderer lokaler Regierungsmitarbeiter berichtete über die Anwesenheit von Angehörigen der Bereitschaftspolizei Brimob und Einheiten der Bataillone 700 und 744. Soldaten, mit M16-Sturmgewehren bewaffnet, waren schon vor Ort, als der Hauptteil der Demonstration am Friedhof ankam und sich zum Gebet versammelte.
Lastkraftwagen erreichten das Geschehen und brachten weitere uniformierte Soldaten, die sich um den Friedhof postierten und ihre Waffen bereit machten. Trotz der Anwesenheit internationaler Journalisten eröffneten die Soldaten das Feuer vor dem Friedhof. Die Mauer des Friedhofes erschwerte den Menschen die Flucht. Nach fünf bis fünfzehn Minuten verstummten die Schüsse. Die Soldaten stachen und schlugen aber weiterhin mit Bajonetten und anderen Gegenständen auf die Verletzten ein. Der Oberbefehlshaber der Truppen in Osttimor, Rudolf Warouw, befand sich zum Zeitpunkt der Auseinandersetzung wahrscheinlich in einem Treffen mit dem UN-Gesandten Kooijmans.
Blutende Menschen flohen in Panik in alle Richtungen und suchten Unterschlupf. Tote und Verletzte lagen auf dem Friedhof, wurden später in Militärfahrzeugen abtransportiert und zum Teil lebendig in Massengräbern begraben oder ins Meer geworfen. Im örtlichen Krankenhaus versammelten sich viele Leicht- und Schwerverletzte, einige wurden von Soldaten nach der Behandlung verhaftet und in das nahe Wire-Husada-Militärkrankenhaus gebracht, das der Öffentlichkeit unzugänglich war. Zeugen berichteten später von schrecklichen Szenen. Mädchen, von Soldaten verhaftet und in das Militärkrankenhaus verschleppt, wurden nachts mehrmals vergewaltigt. Mit Steinen wurden die Köpfe einiger Verwundeter eingeschlagen oder sie wurden mit Paraformaldehydkapseln vergiftet.

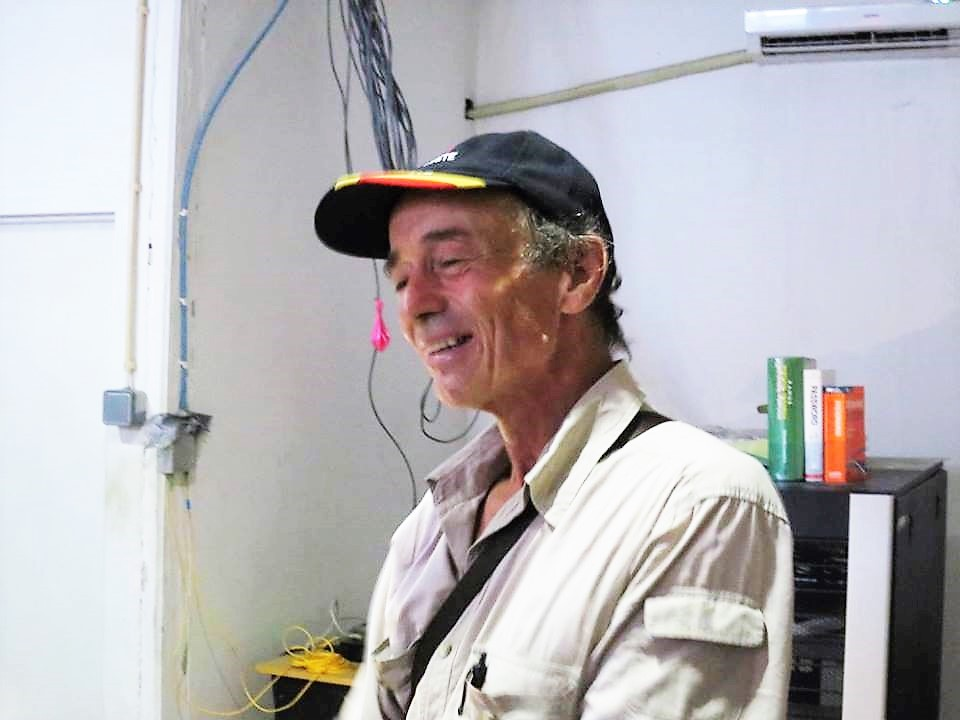
Max Stahl (2017)

Durch dieses Blutbad verloren laut Nachforschungen der portugiesischen Nichtregierungsorganisation A Paz é Possível em Timor-Leste (APPTL) 271 Menschen ihr Leben, darunter viele Kinder und Jugendliche. Die Gesamtzahl der Verletzten lag demnach bei 278. Es gab zahlreiche Verhaftungen. Von insgesamt 270 Menschen fehlt seit dem Massaker jede Spur. Die Journalisten Allan Nairn und Amy Goodman beobachteten das Geschehen und wurden selbst Ziel von Angriffen. Nairn erlitt durch den Schlag mit einem Gewehrkolben eine Schädelfraktur. Der britische Journalist Max Stahl machte Aufnahmen mit einer Filmkamera. Der Film wurde von der Niederländerin Saskia Kouwenberg erst nach Jakarta und dann nach Europa geschmuggelt. Der 20-jährige Neuseeländer Kamal Bamadhaj, Student an der University of New South Wales in Sydney, starb als einziger Ausländer bei dem Massaker.

## Nachwirkungen

### Indonesische Untersuchungen
Das indonesische Militär setzte eine interne Untersuchungskommission (Dewan Kehormatan Militer, DKM) ein, nach deren offizieller Darstellung nur 19 Menschen durch die Vorgänge auf dem Friedhof ums Leben gekommen seien. Präsident Suharto bevollmächtigte mit dem Dekret Nr. 53 am 18. November eine weitere Kommission (Komisi Penyelidikan Nasional, KPN). Die Kommission untersuchte offiziell zum ersten Mal in der indonesischen Geschichte ein Vergehen wegen möglicher Menschenrechtsverletzungen im Land. Die KPN diente in Indonesien als Vorbild der späteren Komnas HAM, der Nationalen Kommission für Menschenrechte. Drei Tage später begannen die sieben Mitglieder in Jakarta ihre Arbeit mit der Sammlung von Informationen. Ab dem 28. November sprachen sie mit 132 Augenzeugen in Osttimor, darunter am 4. Dezember mit 26 Gefangenen, Angehörigen des Militärs, Mitgliedern der Kirche sowie 66 Verwundeten im Militärkrankenhaus.
Eine Rekonstruktion des Geschehens mit Angehörigen des laut einem späteren Bericht beteiligten Infanterie-Bataillons 303, aber ohne Befragung von Teilnehmern der Demonstration, fand am 10. Dezember statt. Die 19 Todesopfer lagen noch vollständig bekleidet in einem Massengrab und wurden später exhumiert, darunter auch der Neuseeländer Kamal Bamadhaj. Am 14. Dezember, dem letzten Tag in Dili, traf sich die Kommission mit Mitgliedern des örtlichen Parlamentes. Mit der Vorlage eines ersten Berichtes am 26. Dezember erhöhte sich die Anzahl der Toten auf „über 50“, ohne genaue Angaben über Personalien der Opfer, und die Zahl der Vermissten auf 90. Detaillierte Informationen über beteiligte Einheiten und Befehle wurden nicht veröffentlicht.
Auszüge aus dem Bericht:

“The 12 November 1991 incident in Dili […] is the culmination of a series of earlier demonstration/incidents perpetrated by the anti-integration group/Fretilin […] was clearly not an act ordered by or reflecting the policy of the Government of the Armed Forces […] was essentially a tragedy which should be deeply regretted.”

„Der Vorfall vom 12. November 1991 in Dili […] ist der Höhepunkt einer Serie früherer Demonstrationen/Ereignisse, die von der Anti-Intregrationsbewegung Fretilin verübt wurden […] war sicherlich kein Akt, der von den Befehlshabern des Militärs angeordnet, oder deren Politik widerspiegelte […] war vor allem eine Tragödie, die zutiefst bedauert werden sollte.“

Der Bericht beschreibt eine aufgeheizte Stimmung bei den hauptsächlich jungen Demonstranten mit ihrer anti-indonesischen Einstellung und die Anwesenheit westlicher Journalisten. Als Auslöser der Schüsse ist angegeben:

“As the tense atmosphere reached a boiling point, started by the stabbing of an Armed Forces officer and the wounding of a private, and aggravated by the provocative belligerence and aggressive attitude assumed by the crowd which was perceived by the security personnel as posing a threat to their arms and to their safety, a spontaneous reaction took place among the security personnel to defend themselves, without command, resulting in the excessive shooting at the demonstrators, causing deaths and wounded. At the same time, another group of unorganized security personnel, acting outside any control or command, also fired shots and committed beating, causing more casualties.”

„Die angespannte Stimmung erreichte den Siedepunkt, als ein Offizier des Militärs mit einem Messer angegriffen und ein Soldat verletzt wurde, und verschlimmerte sich durch das provozierende und aggressive Verhalten der Menschenmenge, was auf die Sicherheitskräfte den Eindruck einer Bedrohung ihrer Waffen und ihrer Sicherheit machte. Dies löste eine spontane Reaktion und nicht angeordnete Reaktion der Selbstverteidigung bei dem Sicherheitspersonal aus und führte zu den exzessiven Schüssen auf die Demonstranten, was Tote und Verletzte verursachte. Zur gleichen Zeit begann auch eine andere Gruppe unorganisierter Sicherheitsleute unkontrolliert und ohne Befehl auf die Menschen zu schießen oder einzuschlagen, was noch mehr Verletzte verursachte.“

Laut Kommissionsbericht waren das Bataillon 303, das für die Stadt die Verantwortung trug, und eine Gruppe unorganisierter Sicherheitskräfte beteiligt. Angaben über die Identität jener Gruppe wurden nicht gemacht. Sechs Offiziere wurden wegen Fehlverhaltens für schuldig befunden. Brigadegeneral Rudolf Warouw, der örtliche Kommandierende für Osttimor, Oberst Binsar Aruan und Oberst Gatot Purwanto wurden entlassen. Die anderen drei erhielten eine vorläufige Beförderungssperre. Generalmajorl Sintong Panjaitan, der Kommandierende des regionalen Militärkommandos Kodam IX/Udayana, verlor ebenfalls sein Amt und wurde von der Mutter des getöteten neuseeländischen Studenten in den USA verklagt.
Vier weitere Offiziere, drei Unteroffiziere und ein Soldat, die ohne Befehl und ohne Beachtung einschlägiger Normen handelten, wurden vor ein Militärgericht gestellt. Weitere Ermittlungen gegen fünf Offiziere wurden angestellt. Im Frühjahr 1992 standen zehn Männer in Denpasar unter Anwendung des Militärstrafrechts und Beobachtung durch die Presse vor Gericht. Keiner der Soldaten und Offiziere wurde wegen Mordes oder Totschlags angeklagt. Alle Angeklagten erhielten wegen Missachtung der Dienstvorschriften Haftstrafen zwischen 10 und 18 Monaten. Einen Angeklagten befand man schuldig, einem Demonstranten ein Ohr abgeschnitten zu haben.

### Proteste
Die Berichte der Journalisten, die das tragische Ereignis beobachtet hatten, und vor allem die Aufnahmen von Max Stahl erreichten über Nachrichtenagenturen die weltweite Öffentlichkeit und wurden mit Bestürzung aufgenommen. Die Sympathien der Weltöffentlichkeit schwenkten auf die Seite der Osttimoresen. Weltweit entstanden Solidaritätsbewegungen, wie das East Timor Action Network. Es gab Proteste in verschiedenen Ländern. Auch Tage nach den Ereignissen verhafteten indonesische Sicherheitsleute in Osttimor mutmaßlich Beteiligte.
Bei einer Demonstration vor einem UN-Gebäude in Jakarta am 19. November 1991 übergaben Angehörige von Opfern einem UN-Mitarbeiter eine Petition. Die Polizei löste die Versammlung auf und brachte 72 Teilnehmer in eine örtliche Polizeistation. Nach drei Tagen mit Verhören von bis zu zehn Stunden Dauer transportierten die Sicherheitskräfte die Demonstranten in die Hauptpolizeistation Polda der indonesischen Hauptstadt. Erst am 27. November bestätigte die Regierung die Festnahmen und ließ 49 Personen frei. Die restlichen Verhafteten sowie vier Studenten der Udayana-Universität in Denpasar, die in ihrem Haus auf Bali festgenommen wurden, blieben in Haft.
Die 1980 gegründete Arbeitsgruppe für Fälle von verschwundenen Personen des UNCHR (Working Group on Enforced and Involuntary Disappearances WGEID) nahm ihre Arbeit auf und versuchte, das Schicksal dieser Menschen zu klären. Am 10. Dezember übergab sie der indonesischen Regierung in einer urgent action eine Liste mit 17 Namen. Max Stahls Aufnahmen wurden nach Australien geschmuggelt und im Januar 1992 in dem englischen Fernsehsender Yorkshire Television des Independent-Television-Netzes gezeigt. Die Bilder erhärteten die Vermutungen, dass es sich um eine geplante Aktion des indonesischen Militärs gehandelt hatte.
Ab März 1992 kam es zu ersten Verurteilungen. Fernando de Araújo, der unter anderem wegen Subversion und „… undermining the Indonesian Government and disgracing the nation in the eyes of the international community“ („… dem Untergraben der indonesischen Regierung und der Entehrung der [indonesischen] Nation in den Augen der Weltgemeinschaft“) angeklagt wurde, wurde am 25. Mai zu neun Jahren Gefängnis verurteilt, weil er angeblich den Protest in Jakarta organisiert hatte. Weitere Verurteilte waren unter anderem Gregório Saldanha (lebenslänglich), Francisco Miranda Branco (15 Jahre), Jacinto das Neves Raimundo Alves (10 Jahre) und Saturnino da Costa Belo (9 Jahre). Juvêncio Martins musste sechs Jahre im Gefängnis verbringen. Die Internationale Juristenkommission (ICJ) stellte hinsichtlich der Verurteilungen der Osttimoresen fest, dass Indonesien damit gegen Artikel 19 und 20 der Allgemeinen Erklärung der Menschenrechte verstieß. Im Sommer 1993 erhob die portugiesische Regierung schwere Vorwürfe gegen diese Gerichtsverfahren.
Berichten der Menschenrechtsorganisation Amnesty International von Juli 1992 zufolge nahm seit dem Massaker die Einschüchterung der Bevölkerung zu. Politisch Aktive und katholische Priester wurden Ziele von Hausdurchsuchungen, Überfällen, Verhaftungen und Todesdrohungen. Die Führung des zivilen Widerstands in Osttimor brach zunächst zusammen.

### UN-Untersuchungen
Der Sonderbevollmächtigte des Generalsekretärs der UNO, Amos Wako, bereiste Osttimor und Indonesien zwischen dem 9. bis 14. Februar 1992 und legte seinen Bericht am 19. Februar vor. Er untersuchte dabei auch Behauptungen, nach denen Angehörige der Hasanuddin Division nach der Tat konsequent Augenzeugen hingerichtet haben sollen. Auf der 49. Tagung der UN-Menschenrechtskommission wurde beschlossen, die Umstände genauer zu untersuchen.
Die Working Group on Enforced and Involuntary Disappearances (WGEID) überreichte der Regierung in Jakarta am 15. Dezember eine zweite Liste mit 207 Namen von verschwundenen Menschen, die von indonesischer Seite unkommentiert blieb. Am 17. Dezember traf sich der indonesische Außenminister Ali Alatas mit seinem portugiesischen Kollegen unter Anwesenheit des UNO-Generalsekretärs Javier Pérez de Cuéllar zu einer Sitzung in New York, um die Lage zu erörtern. Sie vereinbarten, ihre Gespräche im darauf folgenden Sommer in Rom fortzusetzen.
In einem Brief vom 19. November 1993 an die indonesische Regierung erklärte der UN-Sonderberichterstatter für außergerichtliche, kollektive und willkürliche Hinrichtungen Bacre Waly Ndiaye sein Interesse, Osttimor zu besuchen. Dabei wurde auf die Menschenrechtsresolutionen 1993/71 (Extrajudicial, summary or arbitrary executions) 1993/47 (Human rights and thematic procedures) und den Sonderbericht zur Lage in Osttimor 1993/97, in dem die UN-Menschenrechtskommission die Regierung in Jakarta drängte, eine eigene Untersuchung durchzuführen, hingewiesen. Die indonesische Regierung antwortete mit einer Einladung unter Berufung auf die Resolutionen 1993/71 und 1993/47, bekräftigte aber, dass sie und andere Länder die Resolution 1993/97 abgelehnt hatten.
Den Wunsch des Sonderberichterstatters, auch die Krisengebiete Aceh und Irian Jaya zu besuchen, lehnte die Regierung ab.
Die Ziele seines Besuches waren die folgenden:
1. Zusammentragen von Informationen über die tragischen Umstände der Ereignisse vom 12. November 1991 in Dili
2. Abschätzung, wie die indonesische Regierung internationale Normen zur Anwendung von Gewalt erfüllt
3. Gerechtigkeit für die Opfer zu erlangen
4. einen Ausgleich für die Opfer zu erwirken
5. verlässliche Informationen über die Situation der Menschenrechte in Osttimor nach dem Vorfall zu sammeln

Während seines zehntägigen Aufenthaltes im Juli 1994 in der Region besuchte Ndiaye den Santa-Cruz-Friedhof, traf Minister, Angehörige von Militär und Polizei, Mitglieder nationaler Menschenrechtsorganisationen, Augenzeugen sowie Bischof Belo. Zu dem inzwischen gefangen genommenen Anführer der FRETILIN Xanana Gusmão sandte Ndiaye einen Boten.
Im Abschlussbericht vom 1. November 1994 kritisiert Ndiaye unter anderem die Verhaftung und Verurteilung der Organisatoren der Demonstration und die Arbeit der von Präsident Suharto eingesetzten Kommission KPN. Wichtige Dokumente hatte die indonesische Regierung dem Beauftragten vorenthalten. Berichte von indonesischer Seite, Teilnehmer der Demonstration wären bewaffnet gewesen, konnte Ndiaye nicht bestätigen. Die Stöcke aus Holz dienten zur Befestigung von Transparenten und waren keine Waffen. Die von den Behörden angegebenen Fälle der Verletzung von Militärangehörigen ereigneten sich Zeugenaussagen zufolge eine Stunde vor dem Massaker. Es lagen Berichte vor, denen zufolge die Sicherheitskräfte in Dili im Vorfeld von der Demonstration gewusst hatten. Augenzeugen berichteten, dass Gräben ausgehoben worden waren und dass am Vortag des Geschehens möglichen Teilnehmern abgeraten worden war, an der Kundgebung teilzunehmen.
Schlussfolgerungen:
1. Entsprechende Maßnahmen zur Kontrolle der Menge im Vorfeld hätten die Tötungen verhindern können.
2. Es waren reguläre Mitglieder der indonesischen Armee, die die Tötungen verübten.
3. Der Aufmarsch am 12. November 1991 war eine friedliche Demonstration von politisch Andersdenkenden und unbewaffneten Zivilisten; die Behauptungen von einigen Offiziellen, die Sicherheitskräfte hätten die Schüsse zur Selbstverteidigung abgegeben, sind unbegründet.
4. Es gibt plausible Anzeichen dafür, dass die Handlungen der Sicherheitskräfte keine spontane Reaktion waren, sondern eine geplante Operation des Militärs.

Die Regierung in Jakarta hatte gegen folgende internationale Vereinbarungen zur Anwendung von Waffengewalt verstoßen.
- „Eighth United Nations Congress on the Prevention of Crime and Treatment of Offenders“ – verabschiedet im Sommer 1990 in Havanna
- „The Code of Conduct for Law Enforcement Officials“ – verabschiedet von der UNO-Generalversammlung im Dezember 1979

(Extrajudicial, summary or arbitrary executions Report by the Special Rapporteur on his mission to Indonesia and East Timor)

### Reaktionen im Ausland

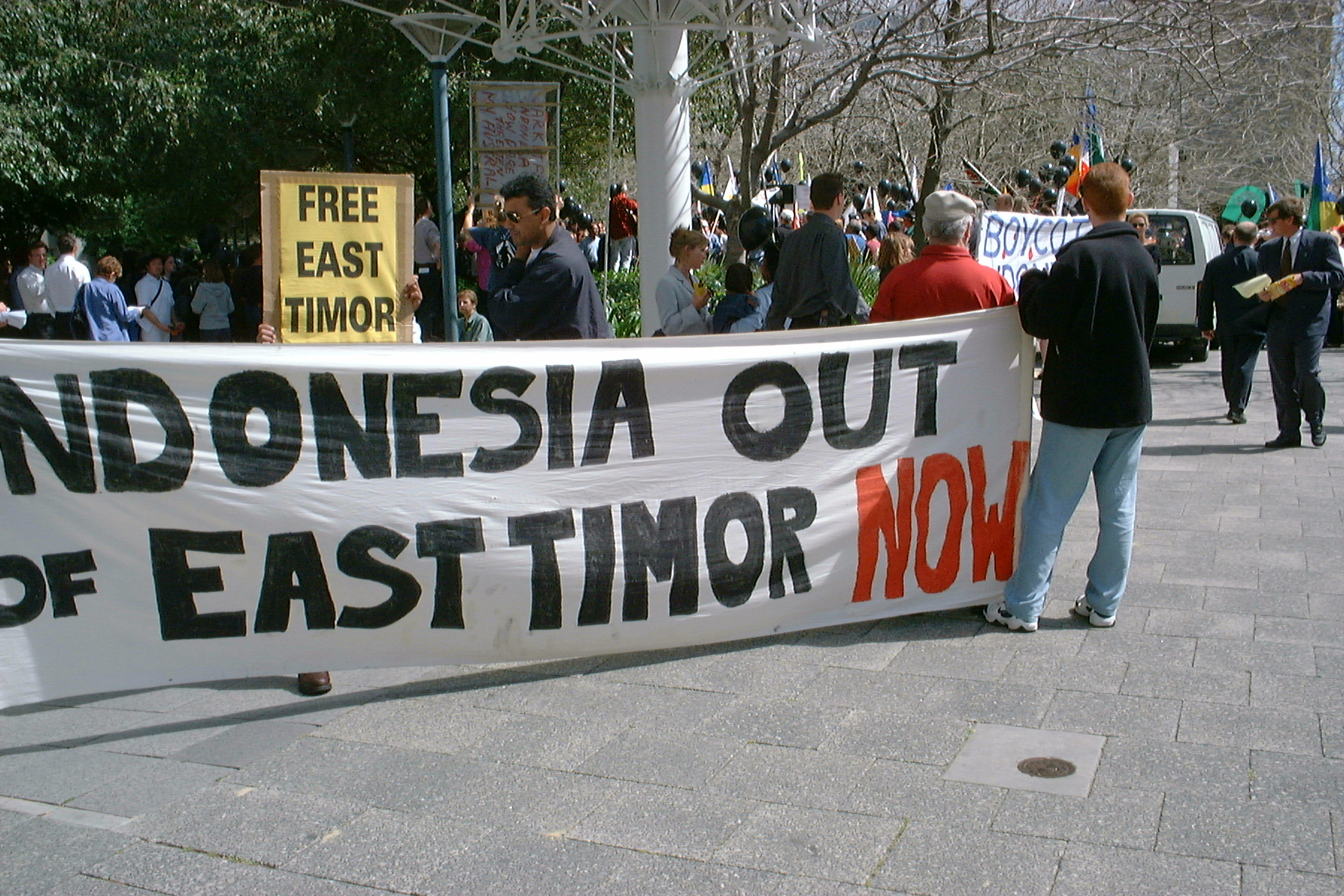
Demonstration für ein freies Osttimor

Das Massaker war einer der Höhepunkte der Unterdrückung der osttimoresischen Bevölkerung durch die indonesischen Besatzer. Menschenrechtler waren empört, einige starteten Monitoring-Programme, die Informationen über die Vorfälle sammelten und regelmäßig veröffentlichten. Die Regierung in Jakarta musste sich vor den Vereinten Nationen wegen der vielen Toten, der Vermissten und Fällen von Folter rechtfertigen und wurde von ausländischen Diplomaten scharf kritisiert.
Beiträge der militärischen Unterstützung für das indonesische Militär (Tentara Nasional Indonesia) in Form des IMET-Trainingsprogrammes stellte die amerikanische Regierung im Frühjahr nach dem Massaker auf Antrag des US-Kongresses vorläufig ein. Mitte der 1990er, unter der Regierung Bill Clinton, als sich die Lage „stabilisiert“ hatte, durften Indonesier offiziell nur noch theoretisch geschult werden. Später wurden Informationen über ein vom Verteidigungsministerium der Vereinigten Staaten geheim gehaltenes Projekt (Joint Combined Exchange Training) bekannt, in dem Mitglieder der amerikanischen Green Berets die indonesische Eliteeinheit KOPASSUS in verschiedenen Folter- und Tötungstechniken trainierten.
Australiens Außenminister Gareth Evans tat die Morde als Fehltritt (englisch aberration) ab. Später erklärte er, die „schrecklichen Aktionen“ seien vom örtlichen Militär ausgeübt worden, er sehe aber keinen Akt staatlicher Politik. Ab 1993 absolvierten Angehörige der Spezialeinheit Australian Special Air Service Regiment (ASASR) mit Teilen der KOPASSUS-Einheiten ein gemeinsames Training auf Java. Indonesische Fallschirmjägerverbände führten zusammen mit Australiern Übungen in der Luft durch. 1995 war Australien in Angelegenheiten der Ausbildung der wichtigste Partner des indonesischen Militärs. Evans, der darin die Möglichkeit sah, indonesische Offiziere professioneller auszubilden, gab rückblickend zu, dass man damit „auffällig gescheitert“ sei.

### Osttimor heute

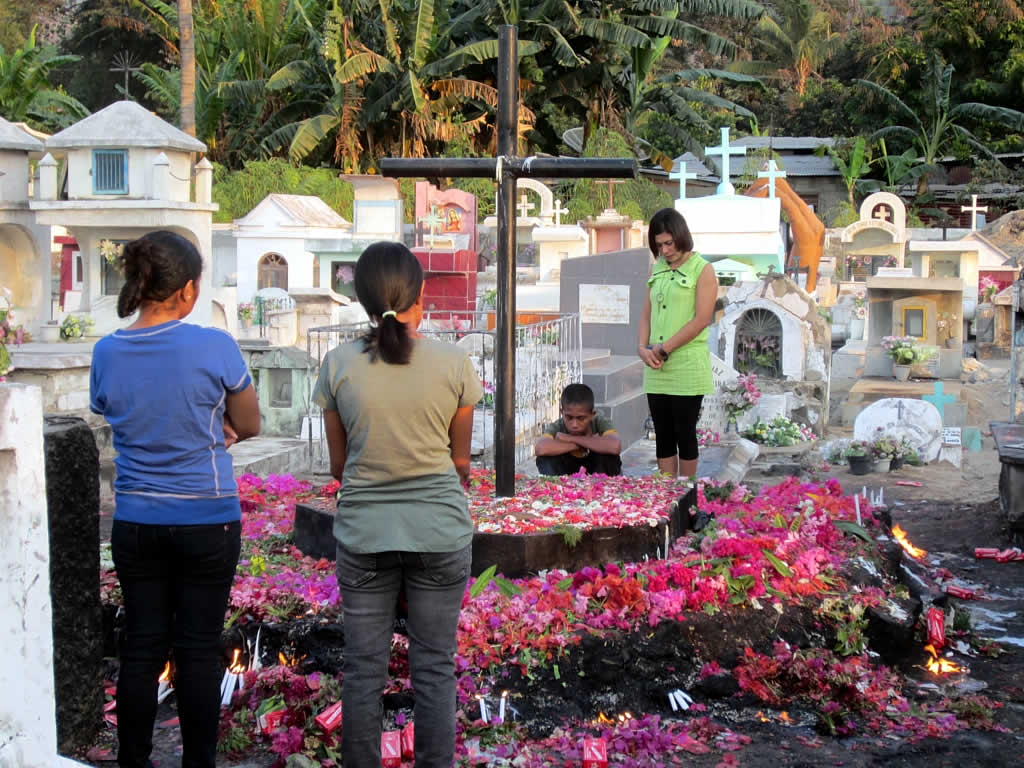
Friedhof von Santa Cruz (2011)

Nach dem Massaker wurden die Teilnehmer der Demonstration und später Mitglieder der neuen Generation von Unabhängigkeitsaktivisten „Lorico Asuwain“ genannt.
Der Jahrestag des Massakers am 12. November ist im seit 2002 unabhängigen Osttimor als Santa-Cruz-Tag ein öffentlicher Feiertag. Ein Denkmal im Jardim Motael, das nach einem Foto von Max Stahl gestaltet wurde, erinnert seit 2011 an das Geschehen. Es zeigt den verwundeten Leví Bucar Côrte-Real, der von einem anderen Mann in den Armen gehalten wird. Côrte-Real überlebte. Mit dem Ordem Lorico Asuwain werden Überlebende und postum Opfer des Santa-Cruz-Massakers vom 12. November 1991 geehrt.
Der Pokal der Liga Futebol Amadora (LFA) ist zum Gedenken an das Massaker Taça 12 de Novembro benannt.

## Anhang

### Filme
- Amy Goodman, Allan Nairn: Massacre: the Story of East Timor. (Dokumentation)